# Базаревич, Дмитрий Сергеевич
Дмитрий Сергеевич Базаревич (род. 24 февраля 1997, Москва, Россия) — российский баскетбольный тренер.

## Карьера
Базаревич начал заниматься баскетболом с 8 лет в детско-юношеской школе ЦСКА. За свою недолгую игровую карьеру он выступал за ДЮБЛ «Химок» и «Локомотива-Кубань». Свой первый тренерский опыт Сергей Базаревич получил в ДЮБЛ «Химок», помогая Александру Герасимову в сезоне 2017/2018.
В 2018 году Базаревич был помощником Бориса Соколовского в студенческой сборной России. Там он занимался видео-скаутингом, а позже присоединился к тренерскому штабу национальной команды. Во многом это произошло из-за пересечения календарей Евролиги и ФИБА. ЦСКА не смог отпускать в сборную своего скаута Дениса Годлевского, и разбором соперников занимался Дмитрий Базаревич. Он хорошо зарекомендовал себя в этой роли и полноценно вошёл в тренерский штаб команды на чемпионате мира-2019. На этом турнире, помимо скаутинга, Дмитрий также занимался индивидуальной работой с игроками.
В октябре 2019 года Базаревич стал ассистентом главного тренера «Зенита-М» в Единой молодёжной лиге ВТБ.
Летом 2021 года Базаревич перешёл на должность тренера-скаута в ЦСКА-2, выступающий в Суперлиге-1.
В июне 2022 года Дмитрий Базаревич вошёл в тренерский штаб «Самары», которую возглавил его отец Сергей Базаревич.
Летом 2023 года Базаревич пополнил тренерский штаб «Астаны» под руководством Олега Киселёва.

## Достижения
В качестве ассистента главного тренера
- Чемпион Казахстана: 2024/2025